# PAS Giannina
PAE PAS Giannina (řecky ΠΑΕ ΠΑΣ Γιάννινα – Ποδοσφαιρική Ανώνυμη Εταιρεία Πανηπειρωτικός Αθλητικός Σύλλογος Γιάννινα; fotbalový oddíl panepirského atletického sdružení Giannina) je řecký fotbalový klub z města Ioánnina v kraji Epirus, který byl založen v roce 1966. Letopočet založení je i v klubovém emblému. Domácím hřištěm je stadion Zosimades s kapacitou cca 7 650 míst.
Klubové barvy jsou bílá a modrá.
V sezóně 2014/15 skončil klub na 6. místě v řecké Superlize.

## Logo
Klubovému logu mimo názvu ΠΑΣ ΓΙΑΝΝΙΝΑ dominuje býk, který se vyskytuje na starověké minci Epirotské koalice. Je zde i slovo ΑΠΕΙΡΩΤΑΝ, v překladu lidé Epiru. V emblému se nachází i letopočet založení 1966.